# عملة غير متداولة
يمكن أن يشير مصطلح عملة غير متداولة إلى ثلاثة أشياء:
- نقود معدنية تطرح للجمهور ولكنها غير مخصصة للتداول العام (أي لا تُستخدم كنقود على الرغم من أنها لا تزال عملة قانونية)، ولكنها متاحة من خلال دار سك العملة أو من خلال تاجر عملات محلي.[1]
- نقود معدنية صنفت بدرجة 60+ على نظام شيلدون أو نظام التصنيف الأوروبي.[2]
- العملية التي تُصنع بها العملة المعدنية. تستخدم دار سك العملة الأمريكية هذا التعريف للعملات المعدنية في مجموعة العملات المعدنية غير المتداولة التي تبيعها. بالنسبة لهذهِ العملات، تجرى تعديلات على عملية سك العملة مما ينتج عنهُ تشطيبات أكثر شبهاً بالعملات المعدنية المقاومة للتلف. وتشمل هذه التعديلات استخدام قوة أعلى أثناء سك العملة، واستخدام قوالب جديدة، والتنظيف الخاص.[3]

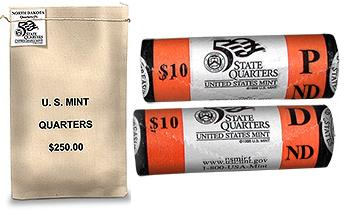
حقيبة تحتوي على 1,000 قطعة من عملة ربع دولار أمريكي غير متداول ولفافتين من فئة 10 دولارات تحتوي على 40 ربع دولار.